# Jamie Mackintosh

a Compétitions nationales et continentales officielles uniquement.

b Matchs officiels uniquement.
Dernière mise à jour le 13 septembre 2021.
Jamie Mackintosh, né le 20 février 1985 à Invercargill (Southland, Nouvelle-Zélande), est un joueur néo-zélandais de rugby à XV qui évolue au poste de pilier gauche. Il compte une cape avec la Nouvelle-Zélande en 2008.

## Biographie
Joueur de la province du Southland, il évolue en Super 14 avec les Highlanders puis avec les Chiefs. Durant sa carrière néo-zélandaise, il participe à une tournée en Europe en 2008 avec la Nouvelle-Zélande, disputant un test contre l'Écosse. Lors de cette tournée, il dispute également une rencontre contre le Munster. L'année suivante, il dispute deux matchs avec une sélection néo-zélandaise nommée Juniors All Black lors de la Pacific Nations Cup.
En décembre 2015, Jamie Mackintosh rejoint l'effectif du MHR pour quelques mois, en tant que joker médical, en provenance du club néo-zélandais des Chiefs. 
Au printemps 2016, il va faire une pige de quelques mois outre-atlantique, en disputant le PRO Rugby 2016, le nouveau championnat professionnel de rugby à XV des États-Unis, avec le club des Aviators de l'Ohio. Il revient ensuite en France et rejoint le Top 14 en début de saison 2016-2017, également comme joker médical, pour le compte de la Section paloise.